# Parcul Justiției
Parcul Justiției, cunoscut anterior drept Parcul Consiliului Popular, se află în centrul orașului Timișoara, având în apropriata vecinătate cinematograful Capitol (unde își desfășoară activitatea și Filarmonica Banatul) și  Facultatea de Hidrotehnică.
Numele parcului provine de la un vechi proiect de construire în zonă a Palatului Justiției, proiect abandonat. În mijlocul parcului se află monumentul deportaților în Bărăgan în perioada 1951–1956.
Parcul a fost reamenajat în 2015, fiind refăcute aleile, gazonul, zonele de flori și copaci, s-a montat un sistem de irigare și s-au desființat gardurile de pe Strada 20 decembrie 1989 și Bulevardul C.D. Loga. În parc se poate găsi o largă varietate de arbori și arbuști precum și foarte multe flori: lalele,  ghiocei, zambile, narcise. În parc este admis statul pe iarbă.